# Saint-Ilpize
Saint-Ilpize – miejscowość i gmina we Francji, w regionie Owernia-Rodan-Alpy, w departamencie Górna Loara. Nazwa miejscowości pochodzi od imienia św. Elpidiusza.
Według danych na rok 1990 gminę zamieszkiwało 207 osób, a gęstość zaludnienia wynosiła 18 osób/km² (wśród 1310 gmin Owernii Saint-Ilpize plasuje się na 643. miejscu pod względem liczby ludności, natomiast pod względem powierzchni na miejscu 760.).